# Emmerich na Rajni
Emmerich na Rajni (njemački:Emmerich am Rhein) je grad unutar okruga Kleve, Sjeverna Rajna-Vestfalija, Njemačka.

## Zemljopis
Emmerich se nalazi na sjevernoj obali Rajne, na samom rubu unutar njemačke granice; samo je 4 km do Nizozemske na sjever i 5 km zapad. Stoga je posljednji njemački grad na Rajni prije ulijevanje rijeke u Nizozemsku.

## Povijest
Oko godine 700 Sveti Willibrord osnovao je misiju "Emmerich" unutar Utrechtske biskupije. Najstariji dokumentirani naziv je Villa Embrici, koji preživljava od 828 godine.
Dana 31. svibnja 1233. grof Otto od Zutphena i Geldera podigao je bogat i uspješan grad uz odobrenje rimskog cara Fridrika II. i njemačkog kralja Henrika (VII). Emmerich je postao član Hanze krajem 14. stoljeća.
Godine 1856. otvoren je željeznički odjeljak Oberhausen-Arnhem, dio željeznice Köln-Mindener.
91% Emmericha je uništeno u saveničkom bombardiranju 7. listopada 1944. kao strateški cilj bombardiranja naftnih postrojenja tijekom Drugog svjetskog rata. Godine 1949., Elten je pripojen Nizozemskoj i ostao do 1963.
Od 1. veljače 2001. godine grad se naziva Emmerich am Rhein (Emmerich na Rajni), do tada se zvao samo Emmerich.
Dana 28. studenog 2004. godine četiri katoličke zajednice grada (St. Martini, St. Aldegundis, Heilig-Geist i Liebfrauen) ujedinile su se u novu gradsku župu sv.Kristofora.

## Vjerski sastav
Najveći dio stanovnika Emmericha (61.7%) su katolici, manji dio (16.6%) luterani, dok njih 21.7% su ili pripadnici drugih vjera ili ateisti. Pored naedenih u Emmerichu je prisutna manjina sunitskih muslimana, alavita, židova i pripadnika novoapostolske crkve.

### Reforma općina i županija
U sklopu 1. komunalnog programa restrukturiranja, općine Borghees, Dornick, Hüthum, Klein-Netterden, Præst i Vrasselt su integrirane u grad Emmerich 1. srpnja 1969. U tijeku 2. programa restrukturiranja, integrirana je općina Elten, na dan 1. siječnja 1975. godine.